# Acanthodina
Genre
Acanthodina est un genre de conodontes de la famille des Phragmodontidae.

## Espèces
- †Acanthodina nobilis Moskalenko, 1973
- †Acanthodina regalis Moskalenko, 1973
- †Acanthodina? variabilis Moskalenko, 1973